# Klaus Köchl
Klaus Köchl (* 28. November 1961 in St. Veit an der Glan) ist ein österreichischer Angestellter der Österreichischen Bundensbahnen (ÖBB) und Politiker (SPÖ). Köchl ist seit 2003 Bürgermeister von Liebenfels und war von 2008 bis 2019 Abgeordneter zum Kärntner Landtag. Vom 23. Oktober 2019 bis zum 23. Oktober 2024 war er Abgeordneter zum Nationalrat.

## Ausbildung und Beruf
Köchl besuchte von 1968 bis 1972 die Volksschule in Liebenfels und wechselte im Anschluss an die Hauptschule in Sankt Veit an der Glan. Danach absolvierte Köchl zwischen 1976 und 1977 eine Büro- und Verwaltungsschule in Sankt Georgen am Längsee und erlernte von 1977 bis 1980 den Beruf des Bürokaufmanns. Köchl arbeitete von 1980 bis 1982 als Vertreter für Tischlereimaschinen und wechselte danach zu den Österreichischen Bundesbahnen, wo er seitdem im Fahrdienst arbeitete. Derzeit ist Köchl als ÖBB-Angestellter karenziert.

## Politik
Köchl ist seit 1982 Mitglied der SPÖ und seit Anfang der 1990er Jahre in der Gemeindepolitik tätig. 2003 wurde er zum Bürgermeister der Gemeinde Liebenfels gewählt. Köchl vertritt die SPÖ seit dem 24. April 2008 im Kärntner Landtag, nachdem Gerhard Mock freiwillig ausgeschieden war. Köchl hatte Mock bereits im Mai 2007 als SPÖ-Bezirksparteiobmann abgelöst, nachdem dieser sich aus Zeitmangel von der Funktion getrennt hatte.
Mit 23. Oktober 2019 wechselte er zu Beginn der 27. Gesetzgebungsperiode in den Nationalrat. Im Landtag rückte für ihn Armin Geißler nach.

## Privates
Köchl ist geschieden und Vater zweier Kinder.